# 天主教里米尼教區
天主教里米尼教區（拉丁語：Dioecesis Ariminensis），是義大利一個天主教教區。屬拉韋納-切爾維亞總教區。
教區橫跨里米尼省、費利-切塞納省和佩薩羅-烏爾比諾省共廿八市。現任教區為主教為方濟·蘭比亞西。2010年有教友318,876人，佔總人口97.2%。有115個堂區、司鐸218位。
傳統上被認為成立於3世紀，第一位主教聖高登扎奧是教區的主保聖人之一。最早有名考的主教可以追溯至313年。1604年前直屬聖座，此後屬拉韋納總教區管轄。